# Горики, Аямэ
Аямэ Горики (яп. 剛力 彩芽 27 августа 1992,  Иокогама) — японская актриса, певица и фотомодель. Среди её многочисленных наград — «The Best of Beauty» (2011) и Приз Ассоциации Кинокритиков Японии (2012).